# Georg Christoffer Rackwitz
Georg Christopher Rackwitz, född (döpt 2 februari) 1760 i Bratislava, död 11 juli 1844, var en instrumentmakare verksam i Sverige.
Rackwitz invaldes som associé av Kungliga Musikaliska Akademien den 14 januari 1815.

## Biografi
1782 var han på gesällvandring till S:t Petersburg, Ryssland för att arbeta hos Kirschnick. Rackwitz flyttade till Stockholm 1791, och blev gesäll hos Mathias Petter Kraft och hos Olof Schwan. Han fick privilegier 1796 och tillverkade främst orglar och klavikord.
Rackwitz bodde från 1822 till 1842 på kvarteret Sporren nummer 2 i Klara församling, Stockholm.

## Instrument

### Klavikord
- 1796 - Klavikord.
- 1796 - Klavikord.